# 朱丽叶·莫纳尔
朱丽叶·莫纳尔（法語：Juliette Moinard，2001年6月25日—），法國女子羽毛球運動員。她曾赢得2018年歐青赛团体赛以及混双冠军，亦是當届歐青赛的双冠王得主。

## 簡歷
2017年4月，朱丽叶·莫纳尔代表法国参加本国举办的歐洲青年羽毛球錦標賽，助法国队赢得混合團體冠军。同年6月，她與法比安·德尔吕出戰拉脫維亞羽毛球國際賽，在混双决赛以2比1（21-12、19-21、21-11）击败了捷克的菲利普·巴祖尔/特里萨·斯瓦比科娃，赢得成年组欧洲赛事的冠军，亦是她赢得首个未來系列賽混双冠军。
2018年5月，朱丽叶·莫纳尔与艾诺娅·德蒙斯出战拉脫維亞羽毛球國際賽，在女双决赛以0比2（17-21、16-21）不敌赛会头号种子、爱沙尼亚的克里斯汀·库巴/赫莉娜·吕特尔，赢得亚军。同年9月，她代表法国参加爱沙尼亚塔林举办的歐洲青年羽毛球錦標賽，在率先进行的团体赛，助法国队成功卫冕混合團體冠军；此外，还与青年期法比安·德尔吕的混双决赛以2比0（21-16、21-16）击败了荷兰的Wessel Van Der Aar/阿莉莎·蒂尔托森托诺，亦是法国羽坛有史以来第一组欧青赛混双冠军得主。

## 主要比賽成績
只列出曾進入準決賽的國際賽事成績：
| 年份   | 賽事                       | 公開賽級別 | 項目     | 拍檔              | 成績   |
| ------ | -------------------------- | ---------- | -------- | ----------------- | ------ |
| 2017年 | 歐洲青年羽毛球錦標賽       | 其他       | 混合團體 | －                | 冠軍   |
| 2017年 | 拉脫維亞羽毛球國際賽       | 未來系列賽 | 混合雙打 | 法比安·德尔吕     | 冠軍   |
| 2018年 | 拉脫維亞羽毛球國際賽       | 未來系列賽 | 女子雙打 | 艾诺娅·德蒙斯     | 亞軍   |
| 2018年 | 歐洲青年羽毛球錦標賽       | 其他       | 混合團體 | －                | 冠軍   |
| 2018年 | 歐洲青年羽毛球錦標賽       | 其他       | 混合雙打 | 法比安·德尔吕     | 冠軍   |
| 2019年 | 愛沙尼亞羽毛球國際賽       | 國際系列賽 | 混合雙打 | 加埃唐·米特萊爾澤 | 準決賽 |
| 2020年 | 愛沙尼亞羽毛球國際賽       | 國際系列賽 | 女子雙打 | 雪倫·鮑爾         | 準決賽 |
| 2020年 | 歐洲羽毛球男女子團體錦標賽 | 其他       | 女子團體 | －                | 季軍   |

| 2007-2017年 | 首要超級賽 | 超級賽 | 黃金大獎賽 | 大獎賽 | 國際挑戰賽 | 國際系列賽 | 未來系列賽 | 其他 |

| 2018-2026年 | 總決賽 | 超級1000賽 | 超級750賽 | 超級500賽 | 超級300賽 | 超級100賽 | 國際挑戰賽 | 國際系列賽 | 未來系列賽 | 其他 |